# شاپرک ایرانسیس
شاپرک ایرانسیس(نام علمی: Alucita iranensis) نام یک گونه از تیره شاپرک‌های بادبزنی است.